# Incêndios florestais na Califórnia em outubro de 2017
No início de outubro de 2017, uma série de incêndios deflagraram em todo o estado da Califórnia nos Estados Unidos. Eles deflagraram durante condições climáticas severas para o combate aos fogos nos municípios de Napa, Lake, Sonoma, Mendocino, Butte, e Solano efetivamente aumentado o estado de aviso de bandeira vermelha na grande parte do Norte da Califórnia. Dezassete incêndios foram relatados durante este tempo.
Devido às condições extremas, logo após à ignição dos fogos eles rapidamente cresceram para se tornarem enormes, atingindo o máximo da escala de incidentes, desde a 400 hectares até bem mais 8 100 hectares, cada um dentro de um único dia. Em 13 de outubro, o fogo tinha ardido mais de 86 000 hectares, e destruiu um número estimado de 3 500 estruturas. Além disso, os incêndios do Norte da Califórnia, mataram pelo menos 32 pessoas e fizeram pelo menos 100 feridos hospitalizados, fazendo com que a semana de 8 de outubro de 2017, a semana mais mortífera de incêndios florestais na história da Califórnia.</ref>

## Tempo
Dias antes do incêndio na Califórnia, o Departamento de engenharia Florestal e de Proteção contra Incêndio (CAL FIRE) tinha começado a emissão de alertas de bandeira vermelha durante a maior parte do norte da Califórnia como as condições eram esperados para tornarem-se extremamente voláteis, com rajadas de ventos esperado para chegar entre 25 a 35 milhas por hora (40 a 56 km/h) de norte a sul. Na noite de 8 de outubro, os ventos chamados "Diablo" foram reportadas com rajadas de até 70 milhas por hora (110 km/h) dentro de áreas afetadas, como mais de uma dúzia de incêndios a deflagrarem.

## Declaração de área de desastre
Em 9 de outubro de 2017, governador da Califórnia, Jerry Brown, declarou um estado de emergência para os condados de Napa, Sonoma, Yuba, Butte, Lake, Mendocino, Nevada, e Orange, e enviou uma carta para a Casa Branca a pedir uma declaração de desastre de grandes proporções. O Presidente Donald Trump aprovou a declaração de desastre em 10 de outubro, e naquela noite, Brown emitiu uma declaração de emergência para o condado de Solano. O representante Mike Thompson do 5º Distrito Congressional da Califórnia que fazia um reconhecimento da região, afirmou: "eu espero que este vai ser o pior desastre de incêndio na história da Califórnia."
Cerca de 8 000 bombeiros lutam contra o fogo, usando 820 caminhões de bombeiros e outros equipamentos, alguns trazidos de fora do estado.

## Poluição do ar
No dia 12 de outubro, a qualidade do ar na cidade de Napa foi classificada como a mais pobre do país, devido aos altos níveis de material particulado e ozônio. No Condado de Solano, mais de 250 pessoas ficaram doentes por inalação de fumo, e procuraram atendimento em hospitais. Vinte e três foram admitidos às salas de emergência.
O fumo dos incêndios havia se espalhado por quase 100 quilómetros desde o dia 8 de outubro, com o índice de qualidade do ar registados nas cidades de Oakland, San Francisco e San Rafael declarados "insalubre". Devido à má qualidade do ar, a Universidade Estadual de São Francisco cancelou as aulas e foram canceladas as atividades ao ar livre em grande número de cidades, incluindo Danville, Redwood City, e Walnut Creek. Com problemas de visibilidade por causa do fumo a Administração Federal de Aviação iniciou a implementação de um atraso do programa de pouso, no Aeroporto Internacional de São Francisco, cerca de 280 voos foram cancelados ao longo de um período de três dias.

## Incêndios
- Atualizado até 25 de dezembro de 2017

| Nome                   | Condado                            | Acres  | Data de início  | Data contenção  | Mortos | Notas                                                                                                | Ref                 |
| ---------------------- | ---------------------------------- | ------ | --------------- | --------------- | ------ | --- | ------------------- |
| Cherokee               | Butte                              | 8,417  | 8 Outubro 2017  | 16 Outubro 2017 |        | | [ 16 ]              |
| Fogo Atlas             | Condadeo de Napa, Solano           | 51,624 | 8 Outubro 2017  | 28 Outubro 2017 | 6      | 785 estructuras destruídas, 40 estructuras com estragos                                              | [ 5 ] [ 17 ]        |
| Fogo Tubbs             | Condado de Napa, Condado de Sonoma | 36.807 | 8 Outubro 2017  | 31 Outubro 2017 | 22     | 5.600 estructuras destruidas, 1 ferido                                                               | [ 3 ] [ 5 ] [ 18 ]  |
| Nuns                   | Condado de Napa, Sonoma            | 56.556 | 8 Outubro 2017  | 30 Outubro 2017 | 3      | Juntou-se com os fogos de Norrbom, Adobe, Partrick, Pressley, e Oakmont. 1.200 structuras destruídas | [ 19 ] [ 20 ]       |
| Redwood Valley Complex | Condado de Mendocino               | 36.523 | 9 Outubro 2017  | 26 Outubro 2017 | 9      | 545 estructuras destruídas, 43 feridos                                                               | [ 21 ] [ 5 ] [ 22 ] |
| La Porte               | Condado de Butte                   | 6.151  | 9 Outubro 2017  | 19 Outubro 2017 |        | | [ 23 ]              |
| Cascade                | Condado de Yuba                    | 9.989  | 9 Outubro 2017  | 19 Outubro 2017 | 4      | 143 edifícios residenciais 123 anexos destruidos                                                     | [ 24 ]              |
| Sulphur                | Condado de Lake                    | 2.207  | 9 Outubro 2017  | 26 Outubro 2017 |        | 150 estructuras destruidas                                                                           | [ 25 ]              |
| Fogo 37                | Sonoma                             | 1,660  | 9 Outubro 2017  | 12 Outubro 2017 |        | 25 estructuras destruidas, 55 estructuras com estragos                                               | [ 3 ]               |
| Fogo Pocket            | Condado de Sonoma                  | 17.357 | 9 Outubro 2017  | 31 Outubro 2017 |        | | [ 26 ]              |
| Fogo Lobo              | Condado de Nevada                  | 821    | 9 Outubro 2017  | 18 Outubro 2017 |        | Pelo menos 30 estructuras destruidas                                                                 | [ 27 ]              |
| Fogo Bear              | Condado de Santa Cruz              | 391    | 16 Outubro 2017 | 27 Outubro 2017 |        | 4 estructuras destruidas, 7 feridos                                                                  | [ 28 ]              |

Os incêndios Nuns e Norrbom fundiram-se em 11 de outubro. O fogo Adobe misturou-se com os fogos Nuns/Norrbom no dia 12 de outubro. O fogo Partrick juntou-se a quatro fogo em conflagração no dia 13 de outubro.

### Fogo Cherokee
O Fogo Cherokee eclodiu na noite de domingo, dia 8 de outubro, perto de Oroville no Condado de Butte depois das 21 horas. Supostamente espontâneamente perto da estrada Cherokee, o fogo rapidamente se expandiu a partir de centenas de milhares de hectares dentro de poucas horas de agravação e foram ameaçadas as proximidades de Oroville e bairros rurais evolvents.

### Fogo Tubbs
O fogo Tubbs começou na noite de 8 de outubro de 2017 perto de Tubbs Lane, em Calistoga, e ardeu pelo menos 34 000 acre(s)s (140 km2). Na Fonte Grove existiam uma área de numerosas casas que foram destruídos assim como o histórico Fountaingrove Inn, Round Barn, e um Hilton resort. Em 11 de outubro, funcionários relataram pelo menos 11 mortes, fazendo o fogo Tubbs a sexta ocorrência mais mortal na história da Califórnia. Em 13 de outubro, o número de mortos subiu para 18.

## Investigação
As causas dos fogos estavam sobre investigação desde 12 de outubro de 2017.
Relatos dos meios locais de comunicação social apontavam que tinham ocorrido estragos nos equipamentos de energia na mesma altura que se iniciaram alguns dos fogos.  A empresa de produção de electricidade Pacific Gas & Electric afirmaram que na tarde de 8 de outubro e início de 9 de outubro os ventos fortes afetaram as linhas de alta tensão na área de North Bay.  Um elemento das relações públicas da  California Department of Forestry and Fire Protection (CAL FIRE) afirmou que os investigadores estavam a considerar isso como uma das possíveis causas dos fogos.
O diretor da CAL FIRE Ken Pimlott disse ser prematuro e especulativo concluir essas serem as causas dos fogos, dizendo que "Os factos vão ser conhecidos quando as investigações terminarem."